# Rathaus Wittenburg

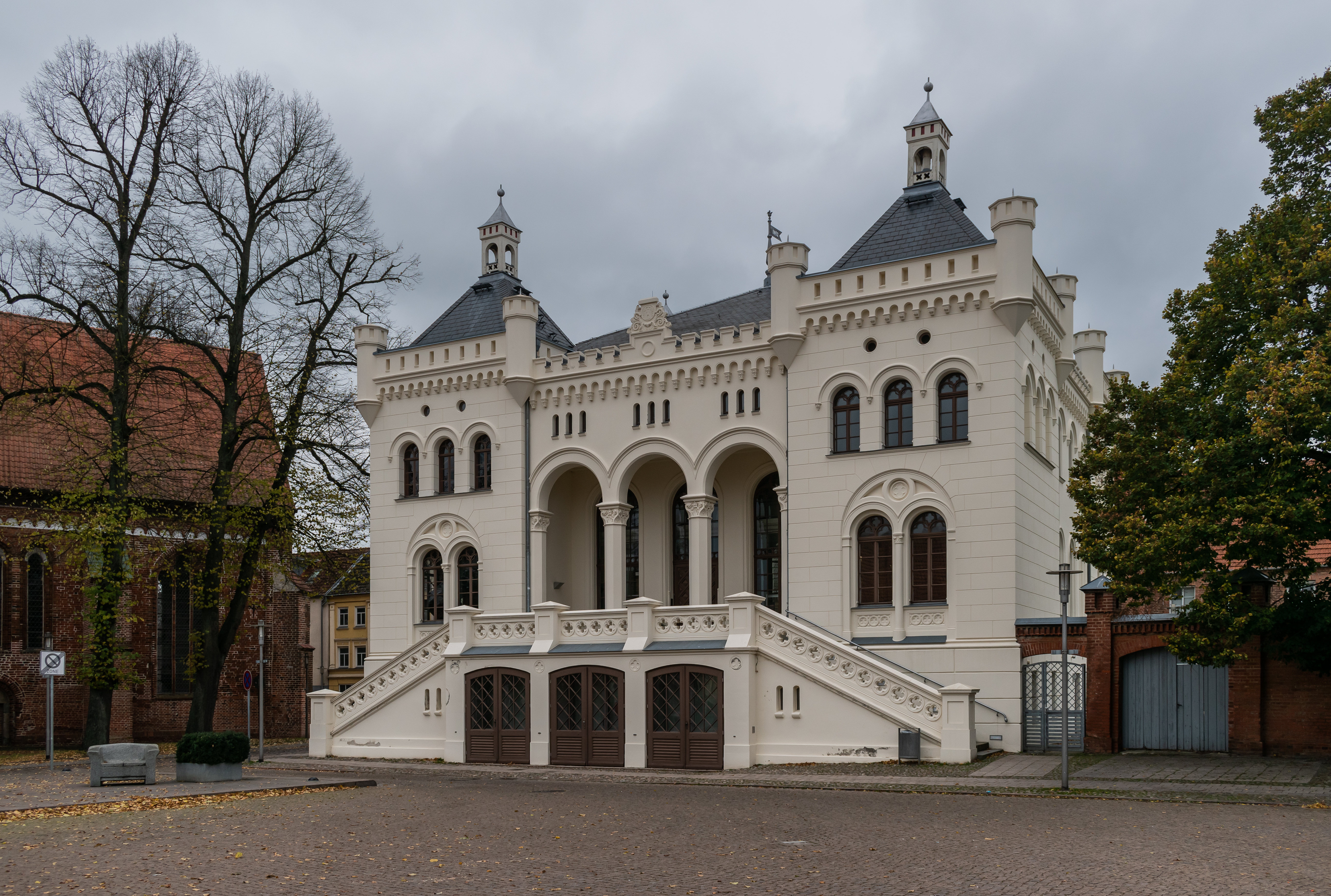

Das Rathaus Wittenburg in Wittenburg (Mecklenburg-Vorpommern), Markt 1, Ecke Kirchenstraße und Große Straße, stammt aus dem 19. Jahrhundert. Das Gebäude steht unter Denkmalschutz.

## Geschichte

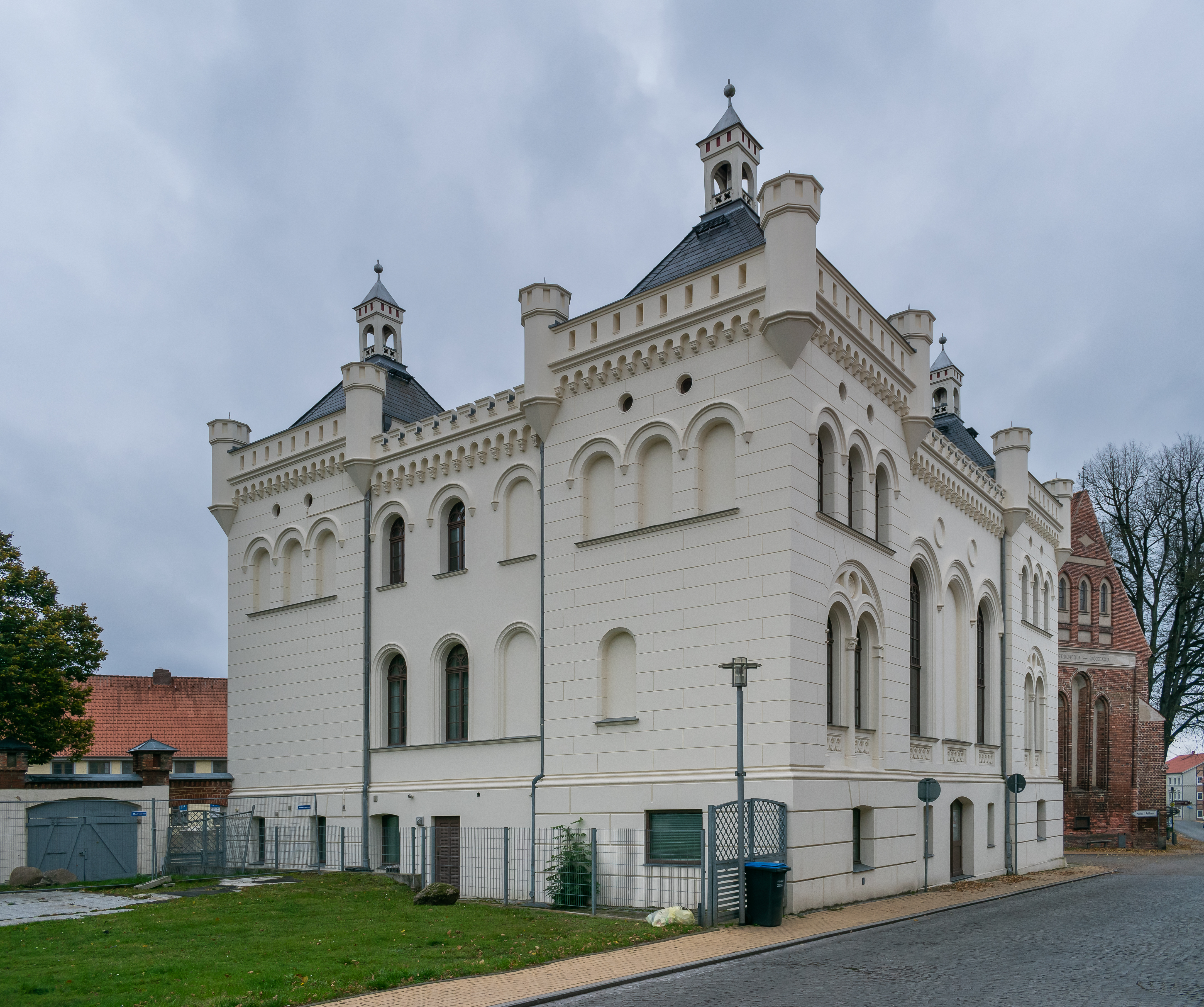
Rathaus: Rückseite zur Großen Straße und Kirchenstraße

Die Stadt Wittenburg mit 6303 Einwohnern (2020) wurde 1194 als provincie erstmals erwähnt und 1230 als civitas (Stadt).
1657 brannten die Stadt und das erste Rathaus ab und im Februar 1848 das zweite Rathaus. Das dritte, dreigeschossige verputzte historisierende Rathaus mit Walmdächern, einem Mezzaningeschoss, den vielen markanten Fialen, dem verzierten Gesims mit den Zinnen sowie der Doppeltreppe zum Portal und zur Loggia wurde 1851/52 nach Plänen von Hofbaurat Georg Adolf Demmler (Schwerin) gebaut. Im Erdgeschoss befand sich anfänglich noch das Depot der Feuerwehr. Durch den Baustil der englischen Tudorgotik mit italienischen Stilelementen ist das Rathaus ein besonderes Beispiel des Historismus. Am 8. Januar 1853 wurde das Rathaus eingeweiht. Der Saal im Obergeschoss wurde später horizontal und vertikal getrennt und erhielt eine innere Treppe zum zweiten Obergeschoss.
1996 wurde das Rathaus in der Zeit von Bürgermeister Norbert Hebinck im Rahmen der Städtebauförderung umfassend saniert, innen behindertengerecht umgestaltet und der Saal wiederhergestellt. Das Standesamt und die Stadtbibliothek erhielten hier ihre Räume.
Auch die weiteren Häuser am um 2002 sanierten Markt (Nr. 1, 3, 4, 7, 9, 10, 11 und 12) stehen unter Denkmalschutz. Der Standort des Alten Rathauses ist nach der Sanierung in der Pflasterung erkennbar. Auf dem Markt symbolisiert seit 2012 die zweiteilige Bronzeskulptur „Der Glücksfänger zu Wittenburg“ von Bernd Streiter (Hagenow) die Menschen, die dem ewigen Glücke hinterherjagen.

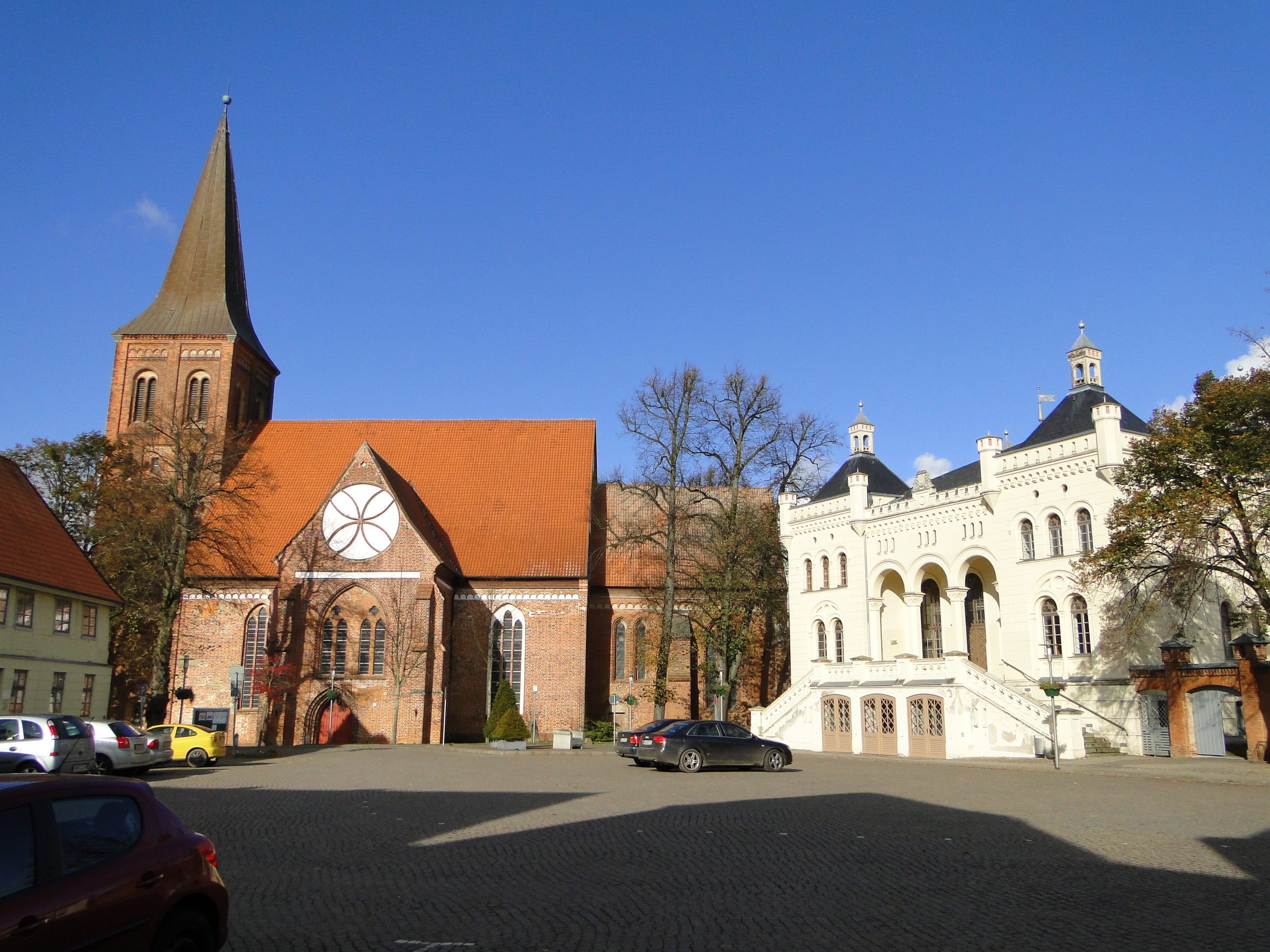
Bartholomäus-Kirche und Rathaus
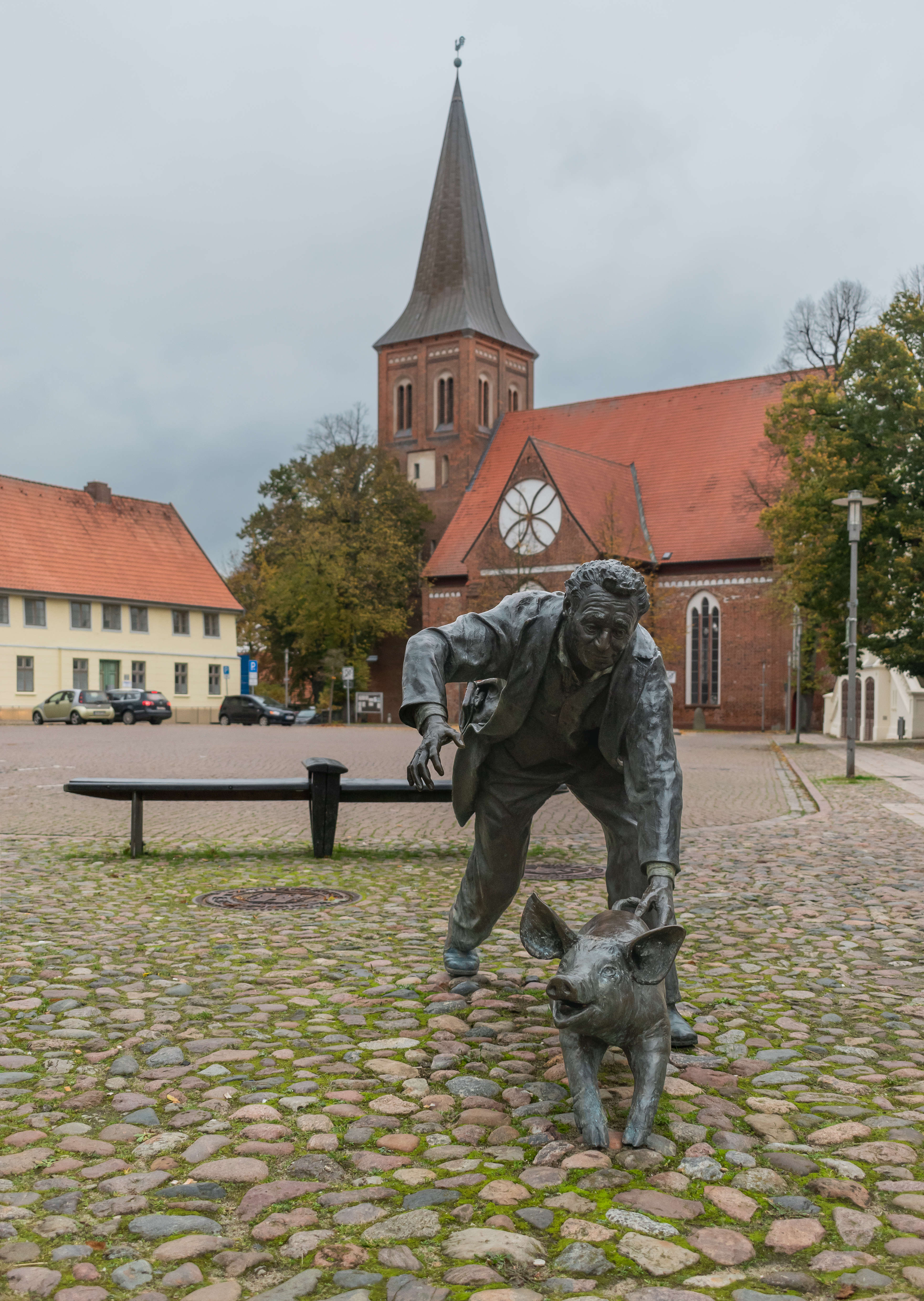
Wittenburger Glücksfänger